# 斯莫爾迪里夫
50°25′18″N 27°36′7″E / 50.42167°N 27.60194°E
斯莫爾迪里夫（烏克蘭語：Смолдирів），是烏克蘭北部日托米爾州茲維亞赫爾區巴拉尼夫卡市鎮的村落，距離日托米爾約98公里，始建於1704年，面積5.58平方公里，海拔高度219米，2001年人口843，人口密度每平方公里151.1人。